# C-59
La carretera C-59 es una carretera de la Red Básica Primaria de Cataluña que une el Vallés Oriental con el Moyanés, atravesando estas dos comarcas, además de la del Vallés Occidental, en Palau-solità i Plegamans y Santa Perpetua de Moguda.
Con una longitud de 160,3 km, comienza en la C-33, en el término municipal de La Llagosta, desde donde arranca hacia el noroeste. Atraviesa brevemente un extremo del término municipal de Mollet del Vallés, atraviesa la C-17 y la N-152a, y enseguida entra en el de Santa Perpetua de Moguda, que atraviesa de sureste a noroeste. Atraviesa el E-15 - AP - 7, y se va decantando hacia el norte entre los polígonos industriales de Santa Perpetua de Moguda y el pueblo rural de Gallecs, que queda a levante. Al poco entra en el término de Palau de Plegamans, que atraviesa de sur a norte por el lado de levante del término; hacia la mitad de su recorrido por este término, atraviesa el enclave del Lago de Gallecs, perteneciente al término municipal de Moncada y Reixach, donde se encuentra con la carretera C-155. Hacia el final de su paso por el Palau de Plegamans, encuentra la carretera B-143, que sale hacia el sur para entrar en el pueblo de Palau-solità.
A continuación entra en el término de Caldas de Montbui, que también atraviesa de sur a norte. Deja hacia poniente la carretera BV-1424 y después, ya en Caldas de Montbui, la C-1415b. Rebasa toda esta población por el lado este, y, cada vez haciendo más curvas, sube en dirección a San Felíu de Codinas. Antes, sin embargo, hace un trozo de terminal entre Caldas de Montbui y Bigas, hasta que en lo alto entre en el término de San Feliú de Codinas. Atraviesa, siempre de sur a norte, este último término, y en el Coll de Poses entra en el término de San Quirico Safaja, poco después del lugar de donde sale hacia levante la carretera C-1413b.

## Término municipal de San Quirico Safaja
Siguiendo básicamente la dirección de sureste a noroeste, atraviesa todo el término de San Quirico Safaja. En la primera parte de este tramo la carretera sigue un nuevo trazado, cortando numerosas curvas, ya que la carretera vieja seguía los valles naturales, muy cerradas, de estos lugares. Entre los tramos de carretera vieja en desuso está el antiguo Curva de los Doce Apóstoles. Poco después de que la C-59 actual encuentre el desvío de la carretera BV-1341, que conduce al núcleo del pueblo de San Quirico Safaja, abandona el término de esta población y entra en el de Castelltersol.

## Término municipal de Castelltersol
La carretera sigue básicamente la dirección norte, y en 3 kilómetros llega a la vida de Castelltersol, donde encuentra el arranque hacia levante de la carretera BV-1310, que conduce a Castellcir, y hacia poniente, la BV-1245, que lleva a Granera. Atraviesa esa ciudad por el lado de levante y, siempre de sureste a noroeste, entra en el término de Moyá en el Puente de la Fàbrega.

## Término municipal de Moyá
La carretera atraviesa el término de Moyá todo de sur a norte, pero girando hacia el noreste pasada esta última villa.

## Término municipal de Estany
Luego, entra en el término de Estany, y luego en el de Santa María de Oló. Finalmente, al cabo de 53,5 kilómetros de recorrido, se vierte en la C-25 en un lugar donde también hace una doble cruce con las carreteras C-670 y BP-4313.
En sus 53,5 kilómetros de recorrido sube 542,1 m.

## Salidas (tramo autovía La Llagosta - Mollet del Vallés - Santa Perpetua de Moguda - Palau de Plegamans)
1- C-17 (Granollers, Vich)
2- N-152a (La Llagosta, Mollet del Vallés sur)
3- Santa Perpetua de Moguda, CIM Vallès
4- Mollet del Vallés, Pol. Ind. Les Vinyes de Mogoda
5A- AP-7 (Gerona, Mollet del Vallés)
5B- AP-7 (Lérida, Tarragona, C-58)
6- Pol. Ind. Can Bernades-Subirà, Pol. Ind. La Torre del Rector, Pol. Ind. Ca n'Oller-La Creueta
7- Pol. Ind. Riera de Caldes, Pol. Ind. Can Boada Vell, Palau-solità i Plegamans
- Datos: Q11910283